# Aleks Macukatov
Aleks Romanovič Macukatov (in russo Алекс Романович Мацукатов?; Oktjabr'skoe, 11 gennaio 1999) è un calciatore russo, centrocampista del Murom.

## Caratteristiche tecniche
È un centrocampista centrale.

## Carriera
Cresciuto nel settore giovanile del Krasnodar, ha esordito in prima squadra il 19 luglio 2020 disputando l'incontro di Prem'er-Liga perso 2-0 contro la Dinamo Mosca. Con la seconda squadra del club neroverde vanta oltre 70 incontri fra seconda e terza serie russa.